# انهيار مركز التجارة العالمي

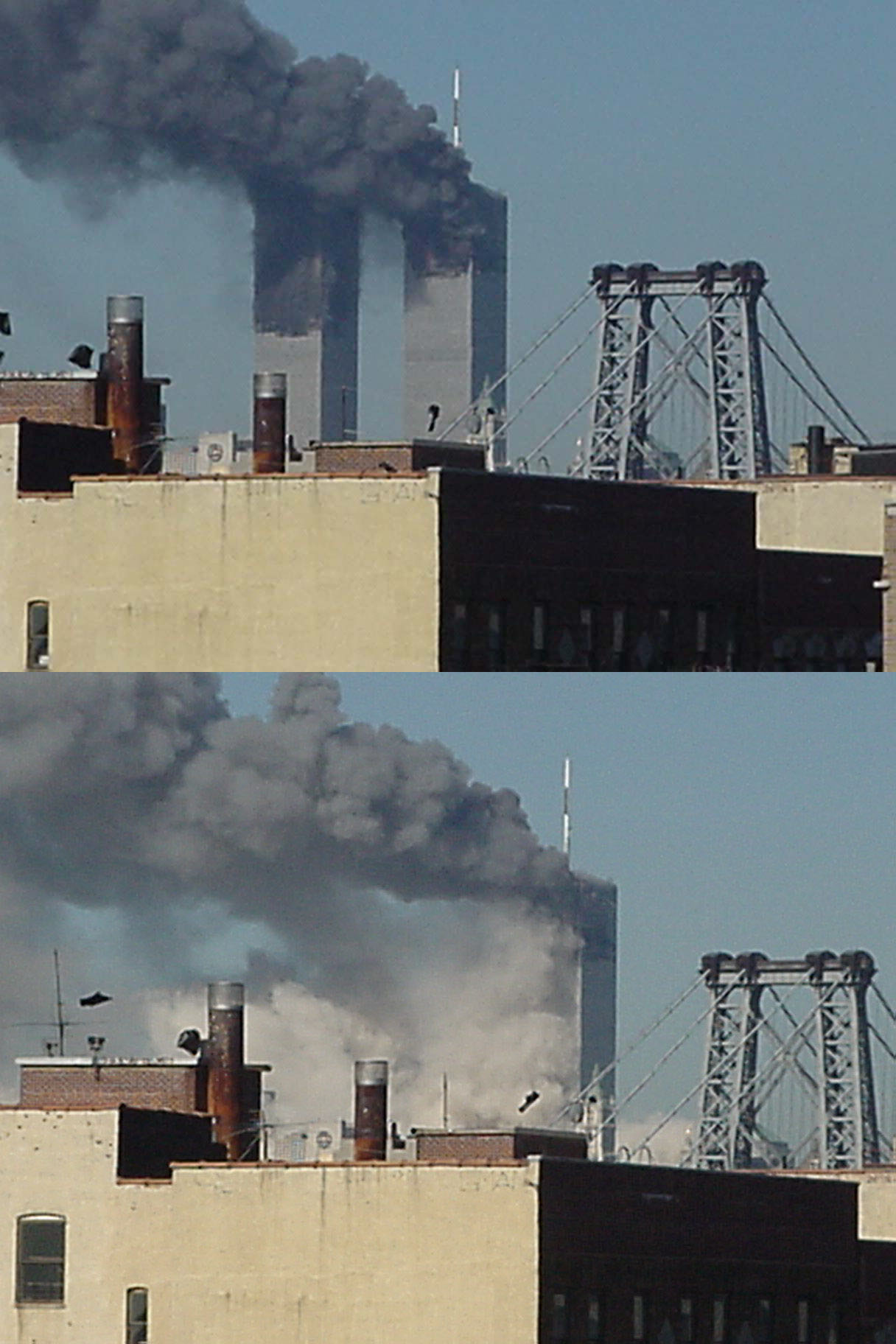
صورة لانهيار مركز التجارة العالمي.

دُمر مركز التجارة العالمي الأصلي في مانهاتن السفلى في مدينة نيويورك خلال الهجمات الإرهابية التي وقعت في 11 سبتمبر 2001، بعد أن صدمته طائرتان تجاريتان مخطوفتان. صدمت الطائرة البرج الشمالي في الساعة 8:46 صباحًا بالتوقيت الشرقي وانهار في الساعة 10:28 صباحًا. وصُدم البرج الجنوبي في الساعة 9:02 صباحًا وانهار في الساعة 9:59 صباحًا. أدى الحطام الناتج عن ذلك إلى إلحاق أضرار بالغة بأكثر من عشرة مبانٍ مجاورة وقريبة أو إلى تدميرها، مما أدى في نهاية المطاف إلى انهيار مركز التجارة العالمي 7 في الساعة 5:21 مساءً.
قُتل ما مجموعه 2763 شخصًا في الانهيار، بما في ذلك 2192 مدنيًا و 343 رجل إطفاء و 71 من ضباط إنفاذ القانون، بالإضافة إلى جميع الركاب وأفراد الطاقم على متن الطائرات، بمن فيهم 147 مدنيًا و 10 من المختطفين.
في البداية حير حجم الدمار المهندسين الذين توقعوا أن تنجو المباني من اصطدام الطائرة. نشر المعهد الوطني للمعايير والتقنية نتائج التحقيق في الانهيار في سبتمبر 2005. لم يجد المحققون أي شيء دون المستوى المطلوب في تصميم البرجين التوأم، مشيرين إلى أن شدة الهجمات تجاوزت أي شيء جُرب على المباني في الماضي. حددوا أن الحرائق هي السبب الرئيسي للانهيار، إذ وجدوا أن الطوابق المنهارة سحبت الأعمدة المحيطية إلى الداخل، مما تسبب في انحنائها ثم انبعاجها. بمجرد أن بدأ الجزء العلوي من المبنى في التحرك نحو الأسفل، كان الانهيار التدريجي التام أمرًا لا مفر منه.
تطلب تنظيف موقع مركز التجارة العالمي عمليات على مدار الساعة، والعديد من المقاولين والمقاولين الفرعيين، وكلف مئات الملايين من الدولارات. استمر هدم المباني المتضررة المحيطة حتى مع بدء أعمال البناء الجديدة لاستبدال البرجين التوأم، مركز التجارة العالمي 1، الذي افتتح في نوفمبر 2014. في يوليو 2019، شُيدت خمسة مباني جديدة في الموقع، ومن المقرر إكمال آخر مبنى، وهو مركز التجارة العالمي 2 في عام 2022.

## خلفية
عند إتمام بناء البرجين التوأم بقيا لفترة وجيزة أطول مباني العالم، وعند وقوع الهجمات الإرهابية كانا في المراكز الخمسة الأولى. كانا برجي بتروناس التوأم اللذان تم إكمالها مؤخرًا في كوالالمبور بماليزيا وبرج ويليس (المعروف آنذاك باسم برج سيرز) في شيكاغو أطول من البرجين التوأم. صُممت الأبراج بتصميم مبتكر يزيد من المساحة الداخلية إلى أقصى حد، ولديها نسبة المقاومة إلى الوزن عالية إذ استخدمت تصميمًا جديدًا «الأنبوب الإطاري» الذي يتطلب فولاذًا أقل بنسبة 40% من ناطحات السحاب التقليدية ذات الإطارات الفولاذية. وبالرغم من إجراء دراسات عن الحرائق، بل وحتى تحليل لتأثير تأثيرات الطائرات النفاثة منخفضة السرعة، فإن النطاق الكامل لتلك الدراسات لم يعد قائمًا. لم يسبق لحريق أن تسبب في انهيار ناطحة سحاب مع ذلك أخِذ تأثير اصطدام الطائرة بعين الاعتبار في تصميمهم، لذلك كان تدمير البرجين بمثابة مفاجأة للكثيرين في المجتمع الهندسي.

## التصميم الإنشائي
صُممت الأبراج على أنها مباني «أنبوبية إطارية»، والتي وفرت مساحة طابقية مستمرة دون أعمدة أو جدران. وفرت الأعمدة المحيطية العديدة المتباعدة بعناية مقاومة كبيرة للهيكل، جنبًا إلى جنب مع حمولة الوزن الذاتي المشتركة مع أعمدة الصلب الصندوقية المفرغة. يوجد فوق الطابق العاشر 59 عمودًا محيطيًا على طول كل جانب من جوانب المبنى، و47 عمودًا أضخم في المركز. تقع جميع المصاعد والسلالم في المركز، تاركةً مسافةً كبيرةً خاليةً من الأعمدة بينها وبين المحيط وجرى الوصل بينهم بواسطة دعامات أرضية مسبقة التجهيز.
تتكون الأرضيات من ألواح إسمنتية خفيفة الوزن بسماكة 4 بوصات (10 سم) وضعت على سطح فولاذ مخدد. دعمت شبكة جسور من الجيزان الشبكية الخفيفة الوزن والجيزان الشبكية الرئيسية الأرضيات مع وصلات القص للبلاطة الخرسانية للحصول على عمل مركب. تمتد الجيزان الشبكية على مسافة 60 قدمًا (18 مترًا) في مناطق المجاز الطويلة و35 قدمًا (11 مترًا) في منطقة المجاز القصيرة. تتصل الجيزان الشبكية بالمحيط عن طريق أعمدة إضافية، لذلك كان طولها في المراكز 6.8 قدم (2.1 م). ثُبتت الأوتار العليا من الجيزان الشبكية على القواعد الملحومة على الأعمدة في الجانب الخارجي وقناة ملحومة على أعمدة الصندوق الداخلية على الجانب الداخلي. وصلت الأرضيات بألواح الأعمدة الخارجية المحيطية مع مخمدات مرنة لزجة، مما ساعد على تقليل كمية التمايل التي يشعر بها العاملون في المبنى.
تضمنت الأبراج أيضًا «جائز شبكي على شكل قبعة» أو «جائز شبكي مركزي» الواقع بين الطابقين 107 و110، والتي تتألف من ستة جيزان شبكية على طول المحور الطويل من المركز وأربعة على طول المحور القصير. يتيح نظام الجيزان الشبكية هذا إعادة توزيع محسنة للحمولة على الحواجز الفاصلة الطابقية بين المحيط والمركز، مع تحسين الأداء بين المواد المختلفة من الصلب المرن والخرسانة الصلبة مما يسمح لإطارات العزم بنقل التمايل إلى المركز المقاوم للضغط، والذي دعم أيضًا في الغالب حركة البرج.

## تقييم تأثير الطائرة
درس المهندسون الإنشائيون العاملون في مركز التجارة العالمي احتمال أن تصطدم طائرة بالمبنى. فُقِدت قاذفة بي-25 في الضباب وتحطمت في الطابق 79 من مبنى إمباير ستيت في يوليو 1945. بعد ذلك بعام، تحطمت طائرة بيتش كرافت موديل 18 في ناطحة السحاب 40 وول ستريت، وكان هناك إصابة قريبة في مبنى إمباير ستيت. ومنذ ذلك الحين، قال ليسلي روبرتسون، وهو أحد كبار المهندسين العاملين في تصميم مركز التجارة العالمي، نظرتُ شخصيًا في سيناريو تأثير طائرة بوينغ 707 أو طائرة نفاثة أخرى، التي قد تضيع في الضباب وتطير بسرعات منخفضة نسبيًا أثناء السعي للهبوط إما في مطار جون كينيدي أو مطار نيوارك. غير أن روبرتسون زعم في مقابلة مع بي بي سي أنه «لم يأخذ حمولة الوقود لطائرة 707 في التصميم، لا أعرف كيف كان يمكن أخذها بعين الاعتبار».
أثناء التحقيق في الانهيار، وجد المعهد الوطني للمعايير والتقنية ورقة بيضاء من ثلاث صفحات ذُكِر فيها تأثير طائرة بوينغ 707 تحلق بسرعة 600 ميل في الساعة (970 كم / ساعة). فقِدت الوثائق الأصلية للدراسة، التي كانت جزءًا من التحليل الإنشائي للمبنى المؤلف من 1200 صفحة، عندما أتلِفت السجلات الموجودة في مكاتب هيئة ميناء نيويورك ونيوجيرسي في انهيار مركز التجارة العالمي الأول، فقدت النسخة في مركز التجارة العالمي الأول. أشار جون سكيلينغ، كبير المهندسين الإنشائيين في مركز التجارة العالمي، في عام 1993 خلال مقابلة أجريت بعد تفجير مركز التجارة العالمي عام 1993، «أشار تحليلنا إلى أن المشكلة الأكبر ستكون في حقيقة أن كل الوقود (من الطائرة) سيفرغ في المبنى، وسيحدث حريق شنيع، وسيُقتل العديد من الأشخاص، لكن هيكل المبنى سيبقى قائمًا». ذكر المعهد الوطني للمعايير والتقنية في تقريره أن القدرة التقنية على إجراء محاكاة دقيقة لتأثير الطائرات وما يترتب على ذلك من حرائق هي تقنية حديثة، وأن القدرة التقنية لهذا التحليل كانت محدودة للغاية في الستينيات.

## مقاومة الحريق
في أبريل 1970، أمرت إدارة الموارد الجوية في مدينة نيويورك المقاولين في بناء مركز التجارة العالمي بوقف رش الأسبست كمادة عازلة. دُمج نظام إطفاء الحريق في البناء الأصلي، وأضيف المزيد بعد حريق في عام 1975 انتشر إلى ستة طوابق قبل إخماده. بعد تفجير عام 1993، وجدت عمليات التفتيش أن مقاومة الحريق غير كافية. كانت هيئة الميناء بصدد استبدالها، ولكن الاستبدال لم يكتمل إلا في 18 طابقًا في مركز التجارة العالمي 1، بما في ذلك جميع الطوابق المتأثرة بتأثير الطائرات وحرائقها، وفي 13 طابقًا في مركز التجارة العالمي 2، على الرغم من أن ثلاثة فقط من هذه الطوابق (77 و 78 و 85) تأثرت مباشرةً بتأثير الطائرة.

## الانهيار
أُطلق على الدمار الذي لحق بالبرجين التوأم «بالنموذج الأسوأ سمعة» من نماذج الانهيار التصاعدي. بدآ بالانهيار الموضعي في بضع عناصر إنشائية وتصاعد هذا الانهيار ليشمل الهيكل كله. ما تتسم به هكذا انهيارات هو «انفصال العناصر الإنشائية (من ضمنها العناصر غير الحاملة)، وتحرر طاقة ثقالية كامنة، وحدوث قوى الصدم». تولد قوة الصدم الرأسية انتشارًا لجهد الفعل، وتكون القوى الأساسية متوازية، وانتقال الحمولة الرئيسية تسلسلي. كان العنصر الرئيسي في المنشأة الذي انهار، مُمثلًا «بالعناصر الحاملة للحمولة الرأسية المجمعة لطابق واحد كامل». كان بإمكان الانهيارات أن تبدأ بانهيار أي طابق، باستثناء الطوابق العليا للمبنى، التي لم تكن لتُحرر طاقة ثقالية كافية لتُحدث انهيار كامل.
تحت هذه الظروف، انهار البرجان بطريقة متسقة وإلى الأسفل مباشرة تقريبًا، إلا أنه كان هناك بعض التمايل في الأجزاء العلوية وقدر كبير من الانهيارات باتجاه الجوانب. في كِلا الحالتين، انهار قسم المبنى الذي تضرر بسبب الطائرتين، مما سمح للطوابق الموجودة أعلى المنطقة المعرضة للصدم بالسقوط على الهيكل غير المتضرر أسفلها. مع تصاعد الانهيار، كان يمكن رؤية تقاذف الغبار والركام من النوافذ في عدة طوابق موجودة أسفل منطقة الدمار المطرد، بسبب الاندفاع المفاجئ للهواء من الطوابق العليا.
خلال كل انهيار، بقيت أجزاء كبيرة من الأعمدة المحيطية ومُحتملًا أعمدة النوى الأنبوبية دون أي دعم جانبي، مما سبب انهيارهم جانبيًا تجاه الخارج، مدفوعين بكومة من الحطام المتزايد. كانت النتيجة انزياح الجدران وانفصالها بعيدًا عن الأبنية بمسافة بعيدة (نحو 500 قدم في بعض الحالات)، وارتطامها بأبنية مجاورة أخرى، وافتعالها لحرائق أدت لاحقًا إلى انهيار المبنى 7. تحطمت بعض الوصلات نتيجة تكسر البراغي، مما جعل العديد من الألواح تتبعثر بشكل عشوائي. ارتطمت الشظايا الأولى من الجدران الخارجية للبرج الشمالي المنهار بالأرض بعد 11 ثانية من بدء الانهيار، وبأجزاء من البرج الجنوبي بعد 9 ثواني. ظلت النوى الأنبوبية في الأجزاء السفلى لكلا المبنيين (60 طابق من برج التجارة 1 و40 طابق من برج التجارة 2) قائمة لما يصل إلى 25 ثانية بعد بداية الانهيار، قبل أن ينهارا أيضًا.

## بدء الانهيار
بعد أن ضربت الطائرتان المبنيين، لكن قبل انهيارهما، تألفت النوى الأنبوبية لكِلا البرجين من ثلاث أقسام مختلفة. أعلى وأسفل الطوابق المتأثرة، كانت النوى الأنبوبية في الأساس عبارة عن صندوقين صلبين؛ لم يتضرر الفولاذ في هذين القسمين ولم يتعرض لحرارة كبيرة. لكن تكبد القسم الذي بينهما ضررًا كبيرًا وعلى الرغم من أنها لم تكن ساخنة بما يكفي لتذويبه، فقد كانت النيران تُضعف الفولاذ الإنشائي.
كنتيجة، كانت أعمدة النواة الأنبوبية تتحطم ببطء، إذ كانت تتعرض لتشوهات الزحف ولتشوه لدن من وزن الطوابق فوقها. لكن، مع محاولة القسم العلوي بالتحرك للأسفل، أعاد الجائز الشبكي (الجمالون) توزيع الحمولة إلى الأعمدة المحيطية. في تلك الأثناء، كانت الأعمدة المحيطية والأرضيات تُضعَف أيضًا بسبب حرارة النيران، ومع بدء هبوط الأرضيات سحبت معها الجدران الخارجية نحو الداخل. «كان فقدان قدرة تحمل الحمل الرأسي الذي أعقب ذلك محصورًا ببضعة طوابق لكنه امتد على كامل المقطع العرضي لكل برج». في حالة برج التجارة العالمي 2، تحنبت الواجهة الشرقية في النهاية، ناقلة حمولاتها إلى النواة المتداعية عن طريق الجمالون ومُسببة بدء الانهيار. لاحقًا، تحنب الجدار الجنوبي للبرج 1 بنفس الطريقة، وبنتائج مماثلة.

## الانهيار التصاعدي الكلي
تجاوبت الجُمل الإنشائية بطريقة مختلفة للأحمال الستاتيكية والديناميكية وفي حين كان البرجان مصممين لتحمل وزن هائل تحت ظروف طبيعية، فقد أبدت مقاومة ضئيلة تجاه الكتلة المتحركة في القسم الموجود فوق الطوابق المتضررة. في كلتا الحالتين، بدأت الانهيارات بهبوط القسم العلوي على مدى ارتفاع طابق واحد على الأقل (ثلاث أمتار تقريبًا)، لكن هبوط مقداره نصف متر فقط كان سيحرر الطاقة اللازمة لبدء انهيار لا يمكن إيقافه.
من تلك النقطة تقدم الانهيار عبر مرحلتين. خلال مرحلة السحق للأسفل، دمرت الكتلة العلوية الهيكل في الأسفل من خلال سلسلة تصاعدية من انهيارات الأعمدة، تقريبًا طابق واحد تلو الآخر. بدأ كل انهيار بتأثير تصادم الكتلة العلوية على أعمدة القسم السفلي، محدثة طبقة متزايدة من الأنقاض تتألف بشكل أساسي من خرسانة بلاطات الأرضيات. «أُعيد إدخال» الطاقة الناتجة عن كل صدم «داخل الهيكل في الصدم الذي يليه، ...ترّكزت في العناصر الحاملة المتأثرة مباشرة بالصدم». أدى هذا إلى تحنيب أعمدة الطابق الموجود أسفل منطقة الدمار المطرد مباشرةً، وصولًا إلى عنصر السند الجانبي التالي، وغالبًا هو الجوائز الشبكية لأرضية الطابق الذي وصل إليه أثر الصدم. بعد أن تحنبت الأعمدة، أصبحت الكتلة مرة أخرى غير مدعمة وسقطت على امتداد ارتفاع ذلك الطابق، وصدمت مرة أخرى أعمدة الطابق الأسفل، التي تحنبت بعدها بنفس الطريقة.
تكرر هذا حتى وصلت الكتلة العلوية إلى الأرض وبدأت مرحلة الهدم باتجاه الأعلى. هنا، تحنبت الأعمدة أيضًا في طابق تلو الآخر، لكن بدءًا من الأسفل. مع انهيار كل طابق، سقطت الكتلة الباقية على امتداد ارتفاع الطابق، باتجاه الطابق الذي يليه، الذي تحطم أيضًا، حتى اصطدم السطح أخيرًا بالأرض. تسارعت العملية، وبحلول النهاية كان كل طابق يتحطم في أقل من عشر الثانية.

## انهيار البرج الجنوبي
مع استمرار اشتعال الحرائق، قدّمَ الأشخاص العالقون في الطوابق العليا للبرج الجنوبي معلومات عما يجري، لمُرسلي خطوط خدمة الطوارئ 9-1-1. في 9:37 صباحًا، أفاد شخص عالق في الطابق 105 للبرج الشمالي أن الطوابق أسفله «في الطابق 90 أو ما ذلك» قد انهارت. نقلت وحدة طيران دائرة شرطة مدينة نيويورك أيضًا معلومات حول الحالة المتدهورة للمباني إلى مسؤولي الشرطة. تمكن 14 شخص فقط من الهرب من أعلى منطقة الاصطدام في البرج الجنوبي بعد أن ضُرب (منهم ستانلي بريمناث، الذي رأى الطائرة تأتي قبالته)، وفقط أربعة أشخاص من الطوابق التي فوقها. هربوا عن طريق السلم A، السلم الوحيد الذي بقي سليمًا بعد الاصطدام. لم يجري إعلام العديد من مشغلي الخطوط الساخنة التابعة للشرطة - الذين تلقوا اتصالات من أفراد داخل البرج الجنوبي – بمعلومات كافية ودقيقة عن الوضع إذ كان يتطور بسرعة. طُلب من المتصلين عدم النزول من البرج لوحدهم، لكن يُعتقد اليوم أنه كان يمكن المرور عبر السلم A في نقطة الاصطدام وفوقها. في 9:52 صباحًا، أبلغت وحدة طيران شرطة مدينة نيويورك على المذياع أنه «يمكن سقوط أجزاء كبيرة من أعلى مركز التجارة 2. هناك قطع كبيرة متدلية». مع هذه التحذيرات، أصدرت شرطة نيويورك الأوامر لضباطها بالإخلاء. خلال استجابات الطوارئ، كان هناك تواصل ضئيل بين دائرة الشرطة ودائرة الإطفاء في مدينة نيويورك، ولم ينقل مُرسلو اتصالات خدمة الطوارئ 9-1-1 المرتبكين المعلومات إلى مدراء الإطفاء في موقع الحدث. في 9:59 صباحًا، انهار البرج الجنوبي، بعد 57 دقيقة من تعرضه للصدم.

## انهيار البرج الشمالي
بعد انهيار البرج الجنوبي، نقلت حوامات دائرة شرطة مدينة نيويورك معلومات حول الأوضاع المتدهورة للبرج الشمالي. في 10:20 صباحًا، أبلغت وحدة طيران دائرة شرطة نيويورك أنه «قد يكون أعلى البرج مائلًا»، وبعدها بدقيقة أُفيد أن البرج الشمالي، «يتحنب في الزاوية الجنوبية الغربية ويميل باتجاه الجنوب». في 10:28 صباحًا، أفادت وحدة الطيران أن «السطح سيهبط قريبًا جدًا» وبالفعل، انهار البرج الشمالي بعدها على الفور، في 10:28 صباحًا، بعد اشتعاله لمدة 102 دقيقة.
بعد انهيار البرج الجنوبي، أصدر ضباط دائرة إطفاء مدينة نيويورك أوامر لرجال الإطفاء في البرج الشمالي بالإخلاء. بسبب مشاكل اتصال لاسلكية، لم يسمع رجال الإطفاء داخل البرجين أمر الإخلاء من مشرفيهم الموجودين في الموقع، ولم يكن معظمهم يدرك أن البرج الآخر قد انهار. توفي ثلاثمئة وثلاثة وأربعون رجل إطفاء في البرجين التوأم، كنتيجة لانهيار المباني. لم يكن أحد قادرًا على الهرب من منطقة الاصطدام أو أعلاها في البرج الشمالي، إذ أن كل السلالم والمصاعد في هذه الطوابق إما تدمرت أو سُدّت. بعد الانهيار، وصل الغبار الخفيف حتى مبنى الإمباير ستيت، الواقع على بُعد 4.72 كم.  